# Hosta (Pyrénées-Atlantiques)
Hosta település Franciaországban, Pyrénées-Atlantiques megyében. Lakosainak száma 100 fő (2022. január 1.). Hosta Béhorléguy, Bussunarits-Sarrasquette, Ibarrolle, Lecumberry, Saint-Just-Ibarre és Aussurucq községekkel határos.

## Népesség
A település népességének változása:
| Lakosok száma | 79   | 80   | 81   | 80   | 87   | 93   | 100  | 99   | 100  |
|               | 2013 | 2015 | 2016 | 2017 | 2018 | 2019 | 2020 | 2021 | 2022 |